# Nålesumpstrå
Nålesumpstrå (Eleocharis acicularis), også skrevet Nåle-Sumpstrå, er et 2-15 cm højt halvgræs, der danner tætte bestande i oftest rene, næringsfattige søer. Den findes i to former – en sumpform og en vandform. Nålesumpstrå ligner lav kogleaks, men akset har helt op til 12 blomster (højst 6 blomster hos lav kogleaks, der desuden normalt kun er op til 6 cm høj).

## Beskrivelse
Stænglerne er furet-kantede, 3-10 cm lange og mindre end 0,5 mm tykke med 1-2 mm lange aks. Planten, der som regel er 3-10 cm høj, sjældnere op til 15 cm, har trådfine udløbere. I randen af de sædvanligvis tætte bevoksninger ses ofte talrige skud i række.
Tæt men spinkelt rodnet. Udløbere typisk i eller lige under jordoverfladen.

## Voksested
Arten findes på periodisk oversvømmede søbredder eller strandenge (sumpformen) eller neddykket til ca. 2 m's dybde i rene, næringsfattige søer, såvel sure som svagt alkaliske (vandformen).
Nåle-sumpstrå er kendt fra især Vest- og Midtjylland samt Bornholm. Den er forsvundet fra mange vande på grund af eutrofiering, og er i dag temmelig sjælden.
| Portal | Portal:Botanik |